# 國防報告書
國防報告書，是中華民國國防部依照《國防法》必須向全民定期公佈的國防白皮書，至2019年為止，已經公佈了15次。
中華民國國防部依法也必須公佈《四年期國防總檢討》，亦屬於國防白皮書的範疇。其差異為：國防報告書是報告當前的國防事務與施政績效，而四年期國防總檢討是對未來國防施政的規劃。

## 李登輝政府時期
中華民國國防部首次公佈國防報告書，是在1992年2月17日的《中華民國八十一年國防報告書》，並且在參考外界建議後，於3月提出了修訂版，也是迄今為止有過修改的版本。內容區分「軍事情勢」、「國防政策」、「國防資源」、「國防現況與戰備整備」、「國民與國防」等5篇，內容以軍事戰略範疇的介紹為主。
1994年3月公佈的《中華民國八十二年～八十三年國防報告書》，同樣分為5篇，但篇名有略作更改，內容架構與範圍和2年前大致相符，再加入了中華民國國軍於1993-1994年間的軍事改革計畫。
1996年5月的《中華民國八十五年國防報告書》，則兼具工具書的功能，內容包括了國防土地使用、管理、兵役制度、役期、軍品採購、基層管教等。
1999年3月的《中華民國八十七年國防報告書》，精簡了原則與國防業務部份，加入了中共的軍事威脅，與全民國防施政說明。

## 陳水扁政府時期
2000年8月的《中華民國八十九年國防報告書》，提及戰略思想改為「有效嚇阻、防衛固守」，並首度提出兩岸制度化軍事互信機制。
2002年7月的《中華民國九十一年國防報告書》，因為編撰期間發生了911事件，特別加入了國軍危機處理機制與推動區域安全合作。
2004年12月的《中華民國九十三年國防報告書》，內容著重於國際安全局勢，與中共對臺灣的軍事安全威脅，及可能攻臺的行動，並於此版開始，配合中華民國政府規定公文於2005年後需改為橫式書寫，改為西式編排。
2006年8月的《中華民國九十五年國防報告書》，以「國防轉型」為主軸，架構為「迎接挑戰」、「革新轉型」和「全民國防」，採聚焦式敘述，與之前各版的概略式敘述不同。該版也是首度同步公佈在網路上的版本，可線上閱覽中英文版。
2008年5月的《中華民國九十七年國防報告書》，以「信賴的國防」為主，編寫方式同前，報告了國防轉型成效、軍隊國家化，與自我防衛的決心與能力，原書並附有光碟。

## 馬英九政府時期
2009年10月的《中華民國九十八年國防報告書》，則強調推動中華民國募兵制的決心，並宣示將遵從中華民國總統馬英九指導，規劃兩岸軍事互信機制，積極促進兩岸和平，並且是首次推出漫畫版的國防報告書。
2011年7月的《中華民國一百年國防報告書》，以國防新紀元為主題，並同時建構了國防報告書在FACEBOOK的粉絲頁。
2013年10月的《中華民國一百零二年國防報告書》，分為4篇「戰略情勢」、「國防方略」、「國防戰力」、「全民國防」敘述。由於編撰期間發生了洪仲丘事件，內容加入了軍法審判制度的改革。

## 四年期國防總檢討
根據2008年修正公佈的《國防法》第31條規定：『國防部應於每屆總統就職後十個月內，向立法院公開提出「四年期國防總檢討」。』所以第一次的公佈是在2009年，第二次是在2013年。

## 民間的國防報告書
臺灣的第一本國防報告書，是鈕先鍾主稿，交黃煌雄所創辦的「臺灣研究基金會」，在1989年5月所出版的《國防白皮書》，比中華民國政府出版的官方版還早。

## 外部連結
- （繁體中文）104年國防報告書專頁、歷年國防報告書下載
- （繁體中文）四年期國防總檢討
- 國防報告書的粉絲頁 （页面存档备份，存于），在Facebook上。

- 歷年國防報告書